# Johnny Franck

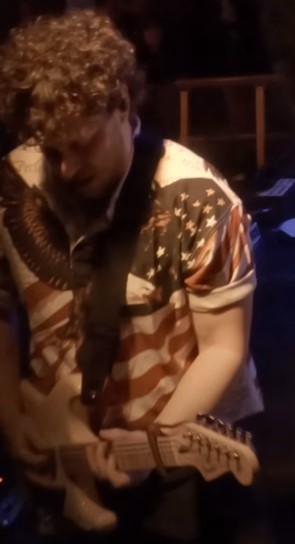
Johnny Franck (2024)

Johnny Franck (* 8. Juni 1990 in Columbus, Ohio) ist ein US-amerikanischer Rock-Sänger, Gitarrist und Musikproduzent. Er war Mitglied der Band Attack Attack! und ist seit 2016 als Bilmuri als Solokünstler aktiv.

## Werdegang
Johnny Franck wuchs in Westerville auf, wo er heute ein Tonstudio betreibt und als Musikproduzent arbeitet. Als er in der sechsten Klasse war, erhielt er seine erste Gitarre. In der High School freundete er sich mit Caleb Shomo an, mit dem er später in der Metalcore-/Trancecore-Band Attack Attack! spielen sollte. Diese Band gründete Franck im Jahre 2005 zusammen mit Andrew Whiting, Nick White und Andrew Wetzel. Später stieß Austin Carlile als Sänger hinzu. Bei Attack Attack! spielte Johnny Franck die Rhythmusgitarre und war für den klaren Begleitgesang zuständig. Mit der Band veröffentlichte Franck die ersten beiden Alben Someday Came Suddenly im Jahre 2008 und Attack Attack! zwei Jahre später. Am 10. November 2010 verkündete Johnny Franck seinen Ausstieg, da er den Lebensstil einer tourenden Band nicht mehr mochte.
Ein Jahr später gründete er die Pop-Punk-Band The March Ahead, die neben einer EP einige Singles veröffentlichte. Im Jahre 2016 gründete Johnny Franck sein Soloprojekt Bilmuri, dessen Namen sich auf den Schauspieler Bill Murray bezieht. In den ersten Jahren veröffentlichte Franck mit Bilmuri zwei bis drei Alben pro Jahr. Im Juni 2024 wurde Bilmuri von Columbia Records unter Vertrag genommen. Darüber hinaus betreibt Johnny Franck mit einigen Freunden die Band Chayr, die akustische Musik macht. Als Gastmusiker arbeitete Johnny Franck mit Bands wie Dance Gavin Dance, Make Me Famous und Künstlern wie Jarrod Alonge zusammen.

## Diskografie
| Als Bilmuri - 2016: Jaguar Shark - 2016: Bilmuri - 2016: Letters - 2017: Frame - 2017: Banana - 2018: Solid Chub - 2018: Taco - 2019: Wet Milk - 2019: Rich Sips - 2020: Muri and Friends - 2020: Eggy Pocket - 2021: 400 Lb Back Squat - 2022: Goblin Hours - 2024: American Motor Sports | Mit Attack Attack! - 2008: Someday Came Suddenly - 2010: Attack Attack! Mit The March Ahead - 2011: The March Ahead Mit Chayr - 2018: Desk |